# Połupino
Połupino (deutsch Karlsfelde, kasch. Pòłëpino) ist eine kleine kaschubische Siedlung in der polnischen Woiwodschaft Pommern. Sie gehört zur Gemeinde Czarna Dąbrówka (Schwarz Damerkow) im Powiat Bytowski (Kreis Bütow).

## Geographische Lage und Verkehrsanbindung
Połupino liegt an einer Nebenstraße, die Kleszczyniec (Kleschinz) an der Woiwodschaftsstraße 212 (Teilstück der früheren Reichsstraße 158) und Podkomorzyce (Niemietzke) an der Woiwodschaftsstraße 211 verbindet. Eine Bahnanbindung besteht nicht.

## Geschichte
Das frühere Karlsfelde war bis 1945 ein Ortsteil der Gemeinde Kleschinz (heute polnisch: Kleszczyniec) und mit der Geschichte dieser Gemeinde verbunden. Es gehörte zum Landkreis Stolp im Regierungsbezirk Köslin in der preußischen Provinz Pommern.
Seit 1945 ist der Ort unter der Bezeichnung Połupino polnisch und in die Gmina Czarna Dąbrówka, nun allerdings im Powiat Bytowski in der Woiwodschaft Pommern (1975 bis 1998 Woiwodschaft Stolp), eingegliedert.

## Kirche
Kirchlich war Karlsfelde bis 1945 und ist Połupino seit 1945 nach Groß Nossin (polnisch: Nożyno) hin orientiert. War es vor 1945 in das dortige evangelische Kirchspiel im Kirchenkreis Bütow (Bytów) der Kirchenprovinz Pommern der Kirche der Altpreußischen Union eingepfarrt, so ist es heute Teil der katholischen Pfarrei im Dekanat Łupawa (Lupow) im Bistum Pelplin der Katholischen Kirche in Polen. In Połupino heute lebende evangelische Kirchenglieder gehören zur Kreuzkirchengemeinde in Słupsk (Stolp) in der Diözese Pommern-Großpolen der Evangelisch-Augsburgischen Kirche in Polen.